# San Miguel, Mezquitic
San Miguel är en ort i Mexiko.   Den ligger i kommunen Mezquitic och delstaten Jalisco, i den centrala delen av landet, 600 km nordväst om huvudstaden Mexico City. San Miguel ligger 1 558 meter över havet och antalet invånare är 539.
Terrängen runt San Miguel är bergig åt sydost, men åt nordväst är den kuperad. Runt San Miguel är det mycket glesbefolkat, med 4 invånare per kvadratkilometer. Närmaste större samhälle är San Andrés Cohamiata, 15,6 km nordost om San Miguel. I omgivningarna runt San Miguel växer huvudsakligen savannskog.